# カチャーシー

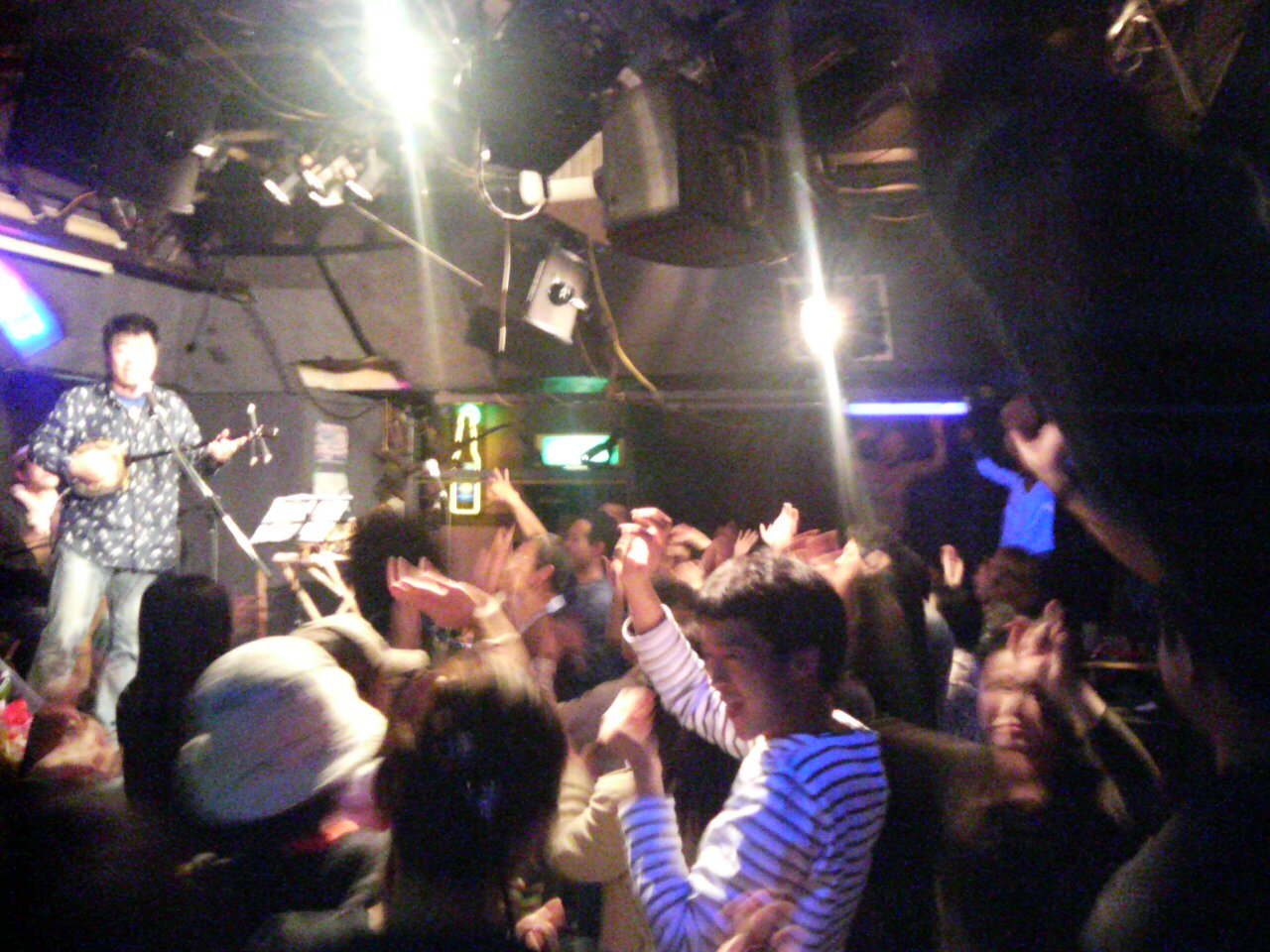
カチャーシー（2007年3月）

カチャーシーは、テンポの速い沖縄民謡の演奏に合わせて踊られる、両手を頭上に挙げ、手首を回しながら左右に振る踊り。多くは演奏会や宴席のクライマックスとして踊られる。沖縄方言の訛で「かき回し」という意味であり、頭上で手を左右に振るさまが、かき回すように見えるため呼び名がついた。

## 基本的な踊り方
沖縄民謡や沖縄音楽のライブなどで、初めてカチャーシーに接する聴衆にレクチャーされる踊り方は次の通り。
1. 腕を伸ばして両手を真上にあげて、手のひらを開いて前に向ける。
2. 男性は手を握り、力強く踊る。女性は指を伸ばして、優雅にひらひらと踊る。
3. 扉を開けるように、両手のひらを右に向けて、腕を右に振る。手の位置は頭よりも高いほうがきれいに見える。
4. 扉を閉めるように、両手のひらを左に向けて、腕を左に振る。
5. 腕を左右に振るのを繰り返す。この時、麦踏みの要領で足踏みをする。

## 変化形や地域差
- 沖縄本島では「唐船ドーイ」、「豊年音頭」などの曲に合わせて踊られる。その場で足踏みすることが多いが、足を開いて回転するような動作を加える人もいる。また、場合によっては聴衆が環形に並んで、練り回る場合もある。座の多くが輪に加わるが、入らずにその場で踊っていても良い。たいていは年長者は自分に似合った踊り方を身に着けていて巧く見える。
- 八重山地方では「モーヤー」（舞い、乱舞の意味）と呼び、一般的には沖縄本島よりもテンポがやや遅い「六調節」を用いる。踊り方として、手踊り（ティーブドゥル）のスタイルは、カチャーシーとほぼ同様であるが、足や腰を十分に使い、回転する動作を加えることが多い点で異なる。
- 鹿児島県奄美群島の内、南部の与論島、沖永良部島では沖縄本島と同じくカチャーシーが踊られる。但し、カチャーシー、琉球舞踊、あるいはエイサーは第二次世界大戦後に盛んになってきたもので、伝統的な踊りは沖縄本島とは大きく異なる。このため、沖縄本島の曲「唐船ドーイ」とほぼ同じ旋律の「畦し越い（あぶしぐい）」で、カチャーシーではなく沖永良部島伝統の奴踊りを踊る例も見られる[1]。徳之島以北の、奄美大島などでは八重山と似た六調が踊られるが、テンポは八重山よりも速く、リズムを刻む太鼓は独特のちぢんという楔絞め太鼓を使う。なお、六調は九州から奄美を経て八重山まで伝わったものと考えられており、歌詞や音階は大和調のものである。奄美大島などでは、カチャーシーとは呼ばず、「手舞い」、「手踊り」と呼び、沖縄とは異なり、男性も手を握らずに指を伸ばして踊ることが多い。曲は六調が使われることがほとんどなので「六調」という言葉が手舞いを指すようにもなっている。ただし、リズムの早い曲がかかると、他の曲であっても手踊りをする人もいる。
- 宮古では、祝いの場などのクライマックスの踊りとして、クイチャーという踊りが行われることが多い。自由乱舞型のカチャーシーとは異なり、本州の盆踊りのように全員が同じ動作をしながら輪になって踊りまわるものである。

## カチャーシーのために演奏される代表的な曲
- 唐船ドーイ
- 豊年音頭
- 嘉手久
- 天川節
- 多幸山
- アッチャメー小（ぐゎー）
- ハイサイおじさん
- 六調（六調節、六調子）

## カチャーシーが登場する作品
- 男はつらいよ 寅次郎ハイビスカスの花
- ナビィの恋
- ちゅらさん
- 琉神マブヤー
- カチャーシ☆ブギ - 『みんなのうた』で放送された、沖縄出身の音楽グループ「きいやま商店」の4thアルバム『ダックァーセ!』収録曲。
- 沖縄で好きになった子が方言すぎてツラすぎる